# Ganbaatar Tögsbayar
Ganbaatar Tögsbayar (Mongools: Ганбаатарын Төгсбаяр) (Mongolië, 13 mei 1985) is een Mongolisch voetballer die speelt bij Khoromkhon uit Mongolië. Hij speelt ook voor het Mongolisch elftal en daar is hij topscorer met 6 goals en hij speelt als aanvaller.

## Carrière
Hij begon met voetballen in 2003 bij Erchim uit Mongolië en in 2005 ging hij naar Khoromkhon ook uit Mongolië tot dusver is het onbekend hoeveel goals hij maakte voor zijn clubs.
| seizoen     | club       | land              | competitie              | wed. | goals |
| ----------- | ---------- | ----------------- | ----------------------- | ---- | ----- |
| 2003/04     | Erchim     | Vlag van Mongolië | ?                       | 13   | 7     |
| 2004/05     | Erchim     | Vlag van Mongolië | ?                       | ?    | ?     |
| 2005/06     | Khoromkhon | Vlag van Mongolië | Mongolia Premier League | ?    | ?     |
| 2006/07     | Khoromkhon | Vlag van Mongolië | Mongolia Premier League | ?    | ?     |
| 2007/08     | Khoromkhon | Vlag van Mongolië | Mongolia Premier League | ?    | ?     |
| Bijgewerkt: | 16-10-2007 |                   | Totaal                  | 13   | 7     |